# Bouřlivý vítr

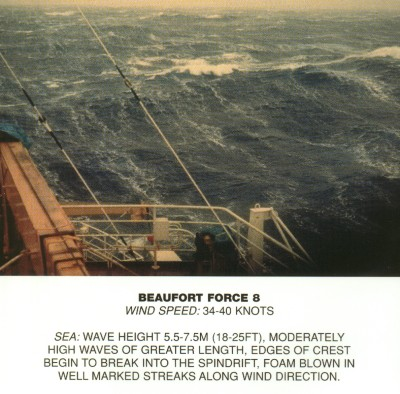
Vlny způsobené větrem osmého silového stupně

Bouřlivý vítr, někdy také označován jako čerstvý vichr je druh větru s pořadovým číslem 8 Beaufortově stupnici větru s rozmezím rychlostí 17,2 až 20,6 m/s přepočteno na kilometry za hodinu 62 až 74 km/h. 

## Rozpoznávací znaky bouřlivého větru
Bouřlivý vítr dokáže například polámat haluze či slabší větve stromů nebo keřů. Stromy se v tomto větru prudce ohýbají a lesy díky tomu zdaleka hučí. Dále může tento vichr převracet velmi lehké předměty např. malý květináč. Listí nebo noviny ležící na ulici je vynášeno do vzduchu a létá všude kolem. 

## Příklady dopadů bouřlivého větru
Tento vítr je již velmi silný, ne však natolik aby páchal podstatnější škody. Použití deštníku je naprosto nemožné. Člověk je v chůzi proti větru znatelně zdržován. Před tímto větrem však není běžně vydáváváno varování.